# Enrique Mateos
Enrique Mateos Mancebo (Madrid, 15 luglio 1934 – Madrid, 6 luglio 2001) è stato un calciatore e allenatore di calcio spagnolo, di ruolo  centrocampista.

## Carriera
Fu un centrocampista duttile, dal fisico gracile ma dotato di velocità, opportunismo e capacità offensive notevoli. Con il Real Madrid vinse cinque Coppe dei Campioni consecutive (1955-1956, 1956-1957, 1957-1958, 1958-1959, 1959-1960, giocando da titolare le finali del 1957 e 1959), due Coppe Latine (1955, 1957)
e cinque campionati spagnoli (1953-1954, 1954-1955, 1956-1957, 1957-1958, 1960-1961). Nel 1959 segnò dopo meno di due minuti nella finale di Coppa dei Campioni, rimanendo fino al 2005 il giocatore più veloce ad aver realizzato una rete nell'atto conclusivo del torneo.
Nel 1968 si trasferì negli Stati Uniti d'America per giocare con i Cleveland Stokers, con cui raggiunse le semifinali della prima edizione della NASL.
Dopo un'esperienza in Sudafrica con l'East London Celtic, torna in patria per giocare nel Toluca: con il club di Santander gioca nella Tercera División 1970-1971 ottennendo il diciottesimo posto nel Gruppo I, retrocedendo così nella quarta serie iberica.